# Бычков, Михаил Анатольевич
Михаил Анатольевич Бычков (21 июня 1950; СССР, Переславль-Залесский — 1 января 2022) — советский и российский актёр театра и кино. Более известен ролью в фильме «Кин-дза-дза!», «Покровские ворота», «12 стульев», «Борис Годунов» и т. д.

## Биография
Михаил родился 21 июня 1950 в российском городе Переславль-Залесский в семье музыкального режиссёра. Спустя два года семья переехала в Москву.
По окончании средней школы поступил на курсы телевизионных работников.
1968 — студент актёрского факультета Театрального училища имени М. С. Щепкина.
1976 — после училища поступил в труппу Театра на Малой Бронной.
Был трижды женат, после двух последних браков имел двух сыновей.

## Фильмография
1. 1973 — Будни уголовного розыска — Витя, рабочий
2. 1973 — Назначение — Корнеев
3. 1974 — Осень — посетитель пивного бара
4. 1974 — Свадьба как свадьба — приятель жениха
5. 1974 — Таня — работник прииска
6. 1975 — Дерсу Узала | Dersu Uzala | デルス・ウザーラ (СССР, Япония) — член отряда Арсеньева
7. 1976 — 12 стульев — пассажир «Скрябина»
8. 1976 — Весенний призыв — Бордуков, рядовой
9. 1977 — И это всё о нём — Лобанов, рабочий лесосеки
10. 1977 — Личное счастье — Перелыкин, рабочий
11. 1978 — Безбилетная пассажирка — Мамченко
12. 1978 — Стратегия риска — буровик
13. 1979 — Вкус хлеба — целинник (нет в титрах)
14. 1979 — На таёжных ветрах — (эпизод)
15. 1979 — Осенняя история — Лёша Брызгалов, рабочий
16. 1980 — Ключ — Попов, старший прораб
17. 1981 — Прощание — член бригады пожегщиков
18. 1982 — Покровские ворота — эпизод (нет в титрах)
19. 1983 — Берег | Shore, The | Ufer, Das (СССР, ФРГ) — Таткин
20. 1984 — Мой избранник — водитель грузовика
21. 1984 — Предел возможного — 1-я серия (эпизод)
22. 1985 — Багратион | ბაგრატიონი — генерал
23. 1985 — В. Давыдов и Голиаф (короткометражный) — бригадир
24. 1985 — Из жизни Потапова — Иван Марков
25. 1985 — Одиночное плавание — эпизод
26. 1986 — Борис Годунов | Boris Godunov (СССР, Чехословакия, ГДР, Польша) — второй мужик (нет в титрах)
27. 1986 — Кин-дза-дза! — эпизод (нет в титрах)
28. 1986 — Скажите им правду (фильм-спектакль) — рассказчик
29. 1987 — Акселератка — человек Филимона
30. 1987 — Выбор — сотрудник КГБ
31. 1987 — Поражение — Виктор, конструктор
32. 1988 — Имя — кашевар
33. 1988 — Клад — эпизод
34. 1988 — Убить дракона — «Любой», помощник бургомистра
35. 1989 — Брызги шампанского — пассажир трамвая
36. 1989 — Закон — охранник в тюрьме
37. 1989 — Князь Удача Андреевич — дорожный рабочий (нет в титрах)
38. 1989 — Леди Макбет Мценского уезда — (эпизод)
39. 1990 — Похороны Сталина — сотрудник МГБ, участник арестов
40. 1991 — Агенты КГБ тоже влюбляются | Los de la KGB también se enamoran (СССР, Чили) — Николай Николаевич, сотрудник КГБ
41. 1991 — Клан — лейтенант-орудовец
42. 1991 — Небеса обетованные — житель поселка «Закат коммунизма»
43. 1991 — Непредвиденные визиты — работник клуба, 3-я серия
44. 1992 — Генерал — Коннов
45. 1993 — Азбука любви